# Paralimnophila gracilirama
Paralimnophila gracilirama är en tvåvingeart som först beskrevs av Alexander 1937.  Paralimnophila gracilirama ingår i släktet Paralimnophila och familjen småharkrankar. Inga underarter finns listade i Catalogue of Life.